# علی‌اصغر سعیدی (جامعه‌شناس)
علی‌اصغرسعیدی (زادۀ ۱۳۳۶) جامعه‌شناس ایرانی و دانشیار و مدیر گروه برنامه‌ریزی و رفاه اجتماعی دانشکده علوم اجتماعی دانشگاه تهران است. وی دوره کارشناسی علوم اجتماعی را در دانشگاه تهران (۱۳۶۸)، کارشناسی ارشد جامعه‌شناسی را در همین دانشگاه (۱۳۷۱) و دکتری جامعه‌شناسی از دانشگاه لندن (۱۳۷۸) گذرانده‌است.

## کتابشناسی

### تالیفات
- موقعیت تجار و صاحبان صنایع در ایران عصر پهلوی زندگی و کارنامه حاج محمدتقی برخوردار، علی اصغر سعیدی، فریدون شیرین‌کام، ناشر: گام نو، ۱۳۸۹
- موقعیت تجار و صاحبان صنایع در دوره پهلوی: سرمایه‌داری خانوادگی خاندان لاجوردی، علی اصغر سعیدی، فریدون شیرین‌کام، ناشر: گام نو
- موقعیت تجار و صاحبان صنایع در دوره پهلوی: زندگی و کارنامه محمدرحیم متقی ایروانی، علی اصغر سعیدی، فریدون شیرین‌کام، ناشر: گام نو
- موقعیت صاحبان صنایع در ایران عصر پهلوی: زندگی و کارنامهٔ علی خسروشاهی، علی اصغر سعیدی، ناشر: نشر نی
- ورزش همگانی و شهروندان تهرانی، علی اصغر سعیدی، مجید حیدری چروده، بهرام قدیمی، سیدرضا مصطفوی (زیرنظر)، ناشر: مؤسسه بین‌المللی پژوهشی فرهنگی هنری جامعه و فرهنگ
- سیاست، دین و فرهنگ: مطالعه‌ای بین رشته‌ای، هیئت مؤلفان، ناشر: دانشگاه امام صادق
- نفت، دولت و صنعتی‌شدن در ایران، مسعود کارشناس، یوسف حاجی‌عبدالوهاب، علی‌اصغر سعیدی، ناشر: گام نو، ۱۳۸۲
- تکنوکراسی و سیاستگذاری اقتصادی در ایران؛ به روایت دکتر رضا نیازمند، علی اصغر سعیدی: نشر لوح فکر، ۱۳۹۴

### ترجمه‌ها
- جامعه‌شناسی مصرف (گردشگری و خرید)، دالن جی. تیموتی، (با همکاری مهدی حسین‌آبادی)، ناشر: جامعه‌شناسان
- مقدمه‌ای بر سیاستگذاری اجتماعی، کن بلیک مور، (با همکاری سعید صادقی جقه)، ناشر: مؤسسه عالی پژوهش تأمین اجتماعی
- معنای مدرنیت: گفتگوی کریستوفر پیرسون با آنتونی گیدنز، کریستوفر پیرسون، ناشر: کویر
- چپ و راست: اهمیت یک تفکیک سیاسی، نوربرتو بابیو، ناشر: علم و ادب
- جهان رهاشده: گفتارهایی دربارهٔ یکپارچگی جهانی، آنتونی گیدنز، (با همکاری یوسف حاجی عبدالوهاب)، ناشر: علم و ادب
- مقدمه‌ای بر سیاستگذاری اجتماعی، کن بلیک مور، (با همکاری سعید صادقی جقه)، ناشر: مؤسسه عالی پژوهش تأمین اجتماعی، جامعه شناسان